# Jon Lauritzen
 Ikke at forveksle med John Lauridsen.
Jon Lauritzen er en dansk advokat med møderet i både Landsretten og Højesteret. Han arbejder med ansættelses- og arbejdsret, erhvervsret og selskabsret. Han er til dagligt partner i DLA Piper. Han har også deltaget som bisidder i Skattesagskommisionen, Statsløsekommisionen,Undersøgelseskommissionen om SKAT samt begge Tibetkommissioner.
I forbindelse med rigsretssagen mod Inger Støjberg i 2021 blev han valgt som den ene af to anklagere - den anden var Anne Birgitte Gammeljord.